# Cophixalus sphagnicola
Cophixalus sphagnicola és una espècie de granota que viu a Papua Nova Guinea.